# Arasy Mons
L'Arasy Mons è una struttura geologica della superficie di Venere.